# Brian Batsford
Brian Caldwell Cook Batsford (18 décembre 1910 – 5 mars 1991) est un peintre, designer, éditeur et homme politique britannique du Parti conservateur.

## Biographie
Né à Gerrards Cross dans le Buckinghamshire sous le nom de Brian Caldwell Cook, il adopte le nom de jeune fille de sa mère, Batsford, en 1946. Sous le nom de Brian Cook, il est connu comme illustrateur/concepteur des jaquettes des livres de Batsford des années 1930 aux années 1950 (notamment celles de la série The Face of Britain).
Il fait ses études à la Repton School, 1924-28, où il commence à peindre. En 1928, il commence à travailler pour le département de production de la maison d'édition BT Batsford, dont son oncle, Harry Batsford, est président. Sa première jaquette est celle de The Villages of England (1932), alors qu'il a 21 ans. Les couleurs vives distinctives des vestes sont obtenues grâce au procédé Jean Berté, qui utilise des plaques de caoutchouc et des encres à base d'eau. Après la mort de son oncle, il est président de Batsford de 1952 à 1974.
Il échoue à être élu au siège conservateur de Chelmsford lors d'une élection partielle en avril 1945 qui est remportée par Ernest Millington (en) pour l'éphémère Common Wealth Party. Il est élu député d'Ealing Sud lors d'une élection partielle le 12 juin 1958. Il occupe ce siège jusqu'à ce qu'il soit aboli lors des élections générales de février 1974 et ne se présente plus au Parlement. Il est fait chevalier en 1974. Il est locataire de Lamb House, la propriété du National Trust à Rye, East Sussex, de 1980 à 1987.